# Војислав Грујић
Војислав Војо Грујић (Клопот, код Подгорице, 1913 — Калиновик, 23. март 1943), учесник Народноослободилачке борбе и народни херој Југославије.

## Биографија
Рођен је 1913. године у селу Клопот, у близини Пелевог Бријега, код Подгорице. Потицао је из сиромашне сељачке породице. Основну школу је завршио у селу Биоче. Пошто није имао материјалних средстава за даље школовање, нако завршетка основне школе је остао код куће и бавио се земљорадњом.
Дружећи се са радницима и студентима, веома рано се прикључио револуционарном радничком покрету. Био је један од организатора многих демонстрација и митинга против тадашњег режима. Учествовао је и у разбијању профашистичке организације Југословенски раднички синдикат (Југорас), чија је подружница деловала на територији Братоножића.
Након окупације Југославије, 1941. године, био је међу првима који су се укључили у Народноослободилачки покрет (НОП) и активно је радио на прикупљању и скривању оружија и другог ратног материјала. Поред тога радио је на организовању и обучавању првих борбених група, јер је као резервни подофицир имао одређено војно знање. Већ у јуну 1941. године, био је изабран за руководиоца борбене групе у братоножићкој општини, која је имала 16 бораца.
У току Тринаестолјулског устанка, учествовао је у свим акцијама против окупатора које је изводио Одред из Доњих Братоножића. Крајем новембра 1941. године кавио се као добровољац у Црногорски НОП одред за операције у Санџаку. У саставу Батаљона „18. октобар” учествовао је у нападу на Пљевља, 1. децембра 1941. године, где се истакао у уништавању непријатељских посада.
Заједно са осталим борцима Батаљона „18. октобар” Војо је 21. децембра 1941. године ступио у тада формирану Прву пролетерску ударну бригаду. Као већ искусан борац био је именован за десетара у Другој чети Другог црногорског батаљона. Већ у првим борбама ове бригаде истицао се као одлучан и неустрашив борац. Као десетар био је строг, али омиљен. Увек је био спреман да на себе прими најтежи задатак, али је и од других захтевао да у потпуности изврше наређење.
У борбама на Савином Лакту, код Пријепоља и Рудог, на Дубу, Чемерну и Раштелици, испољио је војни таленат, па је убрзо након ових борби био постављен за командира вода, а априла 1942. године и за командира Друге чете. Почетком августа 1942. године, у нападу на Дувно, веома вешто је предводио своју чету у нападу на усташе, које су се разбежале. Неколико дана касније, приликом напада на Ливно, предводио је своју чету, под кишом непријатељских куршума, између непријатељских бункера и жичаних преграда и након тога уништио једно од главних упоришта у центру града. Након овога усташка одбрана је била дезорганизована, што је знатно допринело, брзом сламању коначног отпора непријатеља. Са борцима из своје чете поновне подвиге постигао је у борбама код Аржана, Кључа и Босанског Грахова, у борбама против италијанских, немачких, усташких и домобранских снага.
Почетком новембра 1942. године Војо је био постављен за заменика команданта Другог црногорског батаљона Прве пролетерске бригаде. Већ у првим борбама, на Стрници, код Јајца, Котор Вароши, Прњавора, Теслића, на Иван седлу и Тарчину, Војо се истакао и оправдао поверење које му је дато. У борби на брду Палежу, на падинама планине Трескавице, код Калиновика, након десет узастопних јуриша успео је да потисне непријатеља и нанесе му осетне губитке. Овај подвиг описан је и у извештају команданта Прве пролетерске бригаде Данила Лекића Шпанца и истакнут је као — величанствени примјер масовног херојства.
Дана 23. марта 1943. године, јаке четничке снаге напале су партизане на читавом сектору Калиновика. Иако силовит, први напад је био одбијен. У другом нападу непријатељ је успео да потисне Четврти батаљон Друге далматинске ударне бригаде и заузме његов положај. Ово је представљало велику опaсност за све партизанске јединице. Војо је тада заједно са борцима свог батаљона извршио јуриш на нeпријатеља, који је већ заузео положаје Четвртог батаљона Друге далматинске бригаде. У страховитом налету, борци Другог црногорског батаљона су се прса у прса сударили са јаким четничким снагама. Уз велике жртве, партизани су успели да разбију четничке снаге и натерају их на повлачење, наносећи им велике губитке. Међу погинулим партизанима, био је и Војо Грујић, заменик команданта Другог батаљона, који је погинуо у тренутку када је на челу батаљона у јуришу, пуцао из машинке на непријатеља.
Указом Президијума Народне скупштине Федеративне Народне Републике Југославије 20. децембра 1951. године, проглашен је за народног хероја.
Године 1957, његови посмртни остаци су сахрањени у гробницу народних хероја на Горици у Титограду.